# Cương cứng

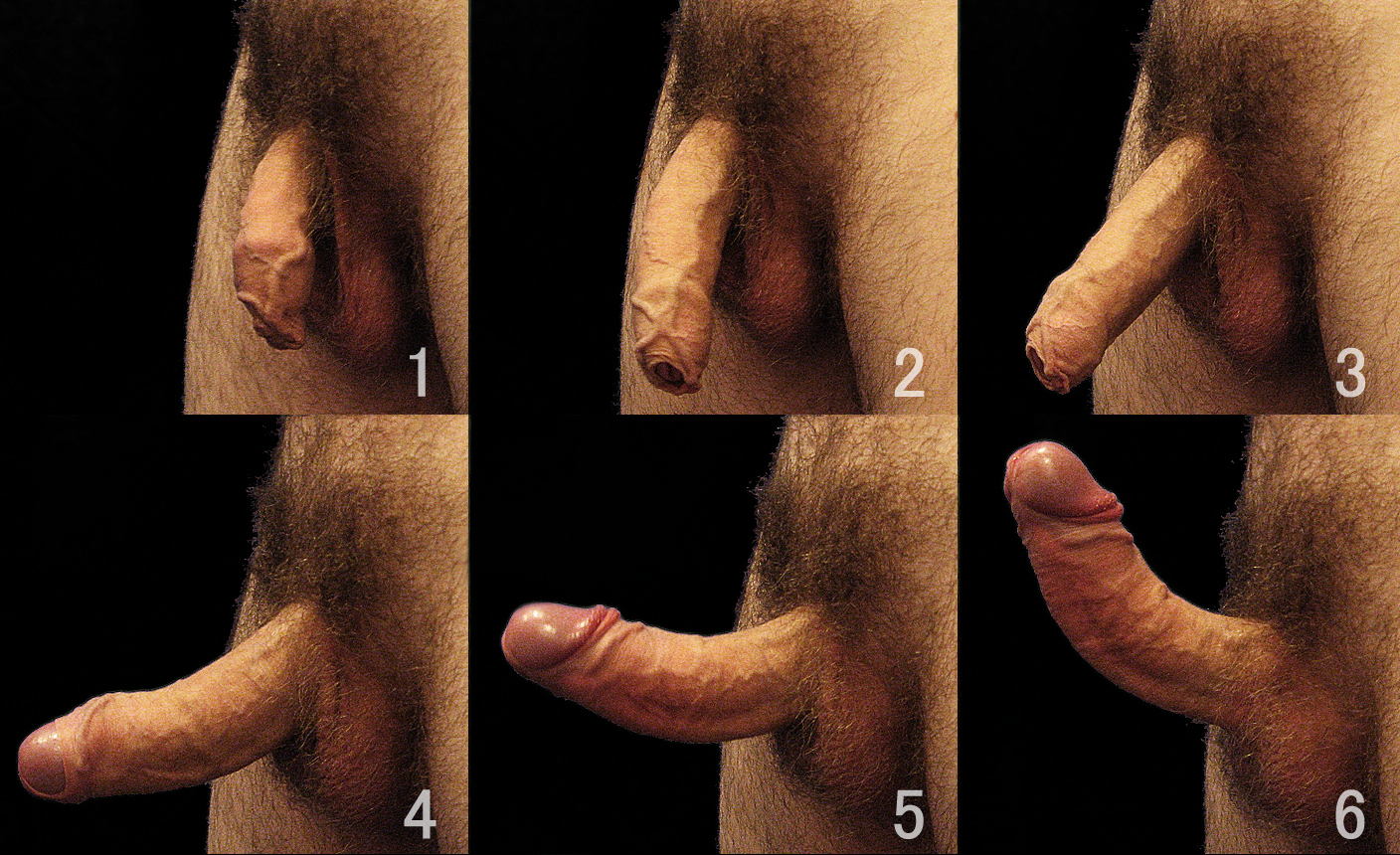
Hình tổng hợp cho thấy quá trình cương cứng

Cương cứng hay cương dương (tiếng lóng: cửng, nứng cặc, chào cờ) thông thường được dùng để chỉ trạng thái dương vật được kích thích tình dục và trở nên cứng lại, dựng đứng lên và nở to ra để sẵn sàng cho việc giao hợp. Tuy nhiên, không chỉ ở phái nam mới có sự cương cứng, phái nữ thể hiện rõ sự cương cứng ở núm vú và ở âm vật.

## Cơ chế vật lý
Sở dĩ dương vật cương cứng lên được là nhờ trung khu thần kinh điều khiển cho máu dồn xuống, lấp đầy các thể hang trong dương vật. Khi dương vật cương cứng, chiều dài và thể tích của nó có thể tăng gấp vài lần.
Nếu dương vật bị kích thích một thời gian mà vẫn không thể đạt được trạng thái cương cứng, thì đó là hiện tượng rối loạn cương dương (liệt dương). Hầu hết các trường hợp này là do vấn đề về tâm lý, một số do sức khỏe. Phương pháp điều trị chủ yếu là tâm lý, ngoài ra có thể dùng thêm một số thuốc kích dục như Viagra.

## Hướng
Bảng sau đây cho thấy độ phổ biến về góc mà dương vật cương cứng tạo với bụng khi người đó đang đứng. 0° là khi dương vật nằm sát, song song thành bụng và chĩa thẳng lên trời. 90° là khi dương vật vuông góc với thành bụng và chĩa thẳng về phía trước còn 180° là khi nó chĩa xuống chân. Phổ biến nhất là chĩa về phía trước và hướng lên trên.
| Góc (º) | Độ phổ biến (%) |
| ------- | --------------- |
| 0–30    | 5               |
| 30–60   | 30              |
| 60–85   | 31              |
| 85–95   | 10              |
| 95–120  | 20              |
| 120–180 | 5               |